# Odvážný hřebec Archer
Odvážný hřebec Archer (v anglickém originále Archer) je australský dobrodružný film z roku 1985. Režisérem filmu je Denny Lawrence. Hlavní role ve filmu ztvárnili Brett Climo, Robert Coleby, Nicole Kidman, Tony Barry a Paul Bertram.

## Obsazení
| Brett Climo           | Dave Power        |
| Robert Coleby         | Etienne de Mestre |
| Nicole Kidman         | Catherine         |
| Tony Barry            | Squatter          |
| Paul Bertram          | Lord Alfred       |
| Anna-Maria Monticelli | Anna              |
| Ned Lander            | Jack Curtis       |
| Doreen Warburton      | kuchařka          |